# 265924 Franceclemente
265924 Franceclemente este o planetă minoră (asteroid) din centura de asteroizi. A fost descoperită pe 21 ianuarie 2006 la Borbona de Vincenzo Silvano Casulli⁠(d). 
Obiectul prezintă o orbită caracterizată de o semiaxă mare de 2,9135596830495 UAi, o excentricitate de 0,08, o înclinație de 3,3 ° în raport cu ecliptica.